# Rhachitheciaceae
Rhachitheciaceae, porodica pravih mahovina u redu Dicranales koja se sastoji od 8 rodova s 15 priznatih vrsta, dio je reda  Dicranales

## Rodovi
1. Hypnodontopsis Z. Iwats. & Nog.
2. Jonesiobryum Bizot & Pócs ex B.H. Allen & Pursell
3. Rhachitheciopsis P. de la Varde
4. Rhachithecium Broth. ex Le Jol.
5. Tisserantiella P. de la Varde
6. Ulea Müll.Hal.
7. Zanderia Goffinet